# Somîn, Turiisk
Somîn (în ucraineană Сомин) este localitatea de reședință a comunei Somîn din raionul Turiisk, regiunea Volînia, Ucraina.

## Demografie
Componența lingvistică a localității Somîn
     Ucraineană (98,81%)
     Rusă (1,19%)
Conform recensământului din 2001, majoritatea populației localității Somîn era vorbitoare de ucraineană (98,81%), existând în minoritate și vorbitori de rusă (1,19%).